# 科朗松昂韦科尔
科朗松昂韦科尔（法語：Corrençon-en-Vercors，法語發音：[kɔʁɑ̃sɔ̃ ɑ̃ vɛʁkɔʁ]，意为“韦科尔山区的科朗松”）是法国伊泽尔省的一个市镇，属于格勒诺布尔区。

## 地理
科朗松昂韦科尔（45°1'53"N, 5°31'35"E）面积39.34 平方千米，位于法国奥弗涅-罗讷-阿尔卑斯大区伊泽尔省，该省份为法国东南部内陆省份，北起顺时针与安省、萨瓦省、上阿尔卑斯省、德龙省、阿尔代什省、卢瓦尔省和罗讷省。
与科朗松昂韦科尔接壤的市镇（或旧市镇、城区）包括：维拉尔德朗斯、圣马丹昂韦科尔、贝尔纳堡、圣昂代奥勒。
科朗松昂韦科尔的时区为UTC+01:00、UTC+02:00（夏令时）。

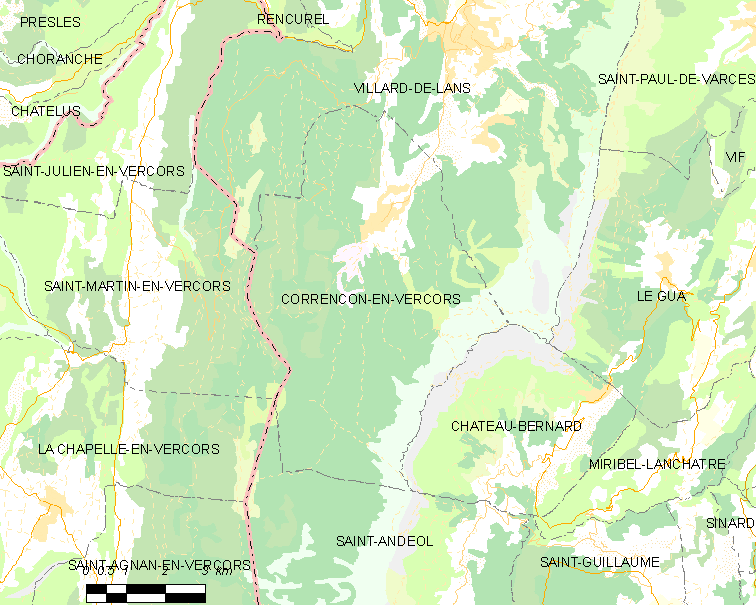
科朗松昂韦科尔的OSM定位图

## 行政
科朗松昂韦科尔的邮政编码为38250，INSEE市镇编码为38129。

## 政治
科朗松昂韦科尔所属的省级选区为方丹-韦科尔县。

## 人口

1962-2008年间科朗松昂韦科尔人口变化图示

科朗松昂韦科尔于2022年1月1日时的人口数量为368人。